# Musidora (Alberta)
Pour les articles homonymes, voir Musidora.
Musidora est un hameau (hamlet) du Comté de Two Hills No 21, situé dans la province canadienne d'Alberta.